# جبل شعرعر (الحيمة الداخلية)

تعديل مصدري - تعديل

جبل شعرعر هي إحدى قرى عزلة بني الحذيفي بمديرية الحيمة الداخلية التابعة لمحافظة صنعاء، بلغ تعداد سكانها 66 نسمة حسب تعداد اليمن لعام 2004.